# Endónimo
Endonimia designa el hecho de que un grupo de personas emplea de forma regular y sistemática un nombre para identificarse a sí mismo. Por extensión, cualquier designación de un grupo de individuos en su propia lengua, coincidente o no con el nombre regular, es un endónimo; por ejemplo, los esquimales se llaman a sí mismos inuit, los estadounidenses (exónimo español) se denominan a sí mismos «americanos».

## Definición de endónimo por el GENUG
El grupo de expertos de las Naciones Unidas (GENUG) define endónimo como un «nombre geográfico utilizado en la forma (o la transcripción) exacta de la lengua del lugar (topos) y del territorio donde la lengua que ha producido esa forma es el idioma oficial. Cualquier otra forma es un exónimo, y la ablación de los signos diacríticos basta para crear un exónimo. Por ejemplo: Moscú es un exónimo español de Moskvá (endónimo transcrito de Москва); Balti, un exónimo de Bălţi.

## Ejemplos
- Nombre regular correspondiente al endónimo. Bielorrusia, Birmania, Moldavia, esquimales, gitanos son exónimos que no son los nombres regulares. Estos son respectivamente los endónimos Belarús, Myanmar, Moldova, inuits y roms.
- Nombre regular correspondiente al exónimo: Alemania. Los alemanes nombran su país  Deutschland. Pero Alemania, Allemagne, Germany o Duitsland, exónimos de los idiomas, respectivamente, español, francés, inglés y neerlandés son los nombres regulares de este país.
- Endónimos y exónimos utilizados en paralelo: helenos y griegos, o rumanos y valacos (este exónimo francés corriente hasta el siglo XIX —véase Walh—, es aún utilizado en todos los atlas históricos occidentales actuales).

## Etimología
El término endonimia proviene de ἔνδον (éndon) ‘en’, ‘dentro’, ‘en el interior’ y de ὄνυμα (ónyma) ‘nombre’ más el sufijo -ια (-ia) ‘cualidad’ en griego antiguo.

## Connotación del uso
El empleo de la endonimia es la mayoría de las veces conforme a la noción de lo políticamente correcto pretendiendo combatir el imperialismo cultural y el etnocentrismo. Legítima cuando los exónimos tienen connotaciones peyorativas, conduce a veces a ignorar las reglas académicas o científicas. Algunos autores y algunas organizaciones políticas o Estados rechazan utilizar los nombres comunes de su propio idioma cuando estos nombres no tienen nada de peyorativo ("Myanmar", "Moldova" , en lugar de Birmania y Moldavia, o "Moldawien", en lugar de  Moldau en alemán).
Otros (seguido a veces por los poderes políticos de sus países) prefieren identificar los idiomas por un topónimo local antes que por su nombre genérico lingüísticamente reconocido (americano en lugar de estadounidense, valón en lugar de francés, moldavo en lugar de rumano, montenegrino o bosnio en lugar de serbo-croata).

## Listas existentes
- Ejemplo de exónimos concernientes a los países, y los endónimos correspondientes:

| Exónimo              | Endónimo |
| -------------------- | --- |
| Argelia              | Al-Djazaïr |
| Alemania             | Deutschland («Tierra del pueblo») |
| Armenia              | Hayastán («La tierra de Haïk») |
| Bután                | Druk Yul («Tierra del dragón» en dzongkha) |
| Canadá               | Kanata significa «la ciudad» en iroqués |
| Cantón               | Guangzhou (廣州), los caracteres significan «Vasta prefectura» |
| China                | Zhongguo (中國), los caracteres significan («País del medio») |
| Corea                | Chosŏn (Joseon)(조선 / 朝鮮) en Corea del Norte y Hanguk (한국 / 韓國) en Corea del Sur, pero Goryeo (고려 / 高麗), en el origen de la palabra Corea, es también utilizado como palabra neutra para designar Corea. |
| Imperio bizantino    | El Imperio romano o la Romania (Geoffroi de Villehardouin), en griego archê ton Rhômaion, literalmente «Estado de los romanos» (Constantino VII)                                                                    |
| Egipto               | Miṣr (مصر) en árabe, Maṣr en árabe egipcio |
| Finlandia            | Suomi en finés, pero es llamada Finland en sueco |
| Georgia              | Sakartvelo |
| Grecia               | Elláda (Ελλάδα); véase Nombres de los griegos. |
| Hungría              | Magyarország |
| Imperio de los Incas | Tawantinsuyu («Cuatro regiones»). |
| India                | Bhārat en hindi, pero India es reconocido también oficialmente. |
| Japón                | Nippon / Nihon (日本, «País del origen del sol», a menudo traducido por «país del Sol naciente»; véase Cipango) |
| Maldivas             | Dhivehi raajj'e ; («Las islas del pueblo dhivehi » en idioma dhivehi; véase también Historia de Maldivas) |
| Marruecos            | Al-Maghrib («El Oeste» en árabe; véase también Salat y Magreb) |
| Montenegro           | Crna Gora / Црна Гора («Montaña negra» en serbio; véase Historia de Montenegro) |
| Nueva Zelanda        | New Zealand / Aotearoa (« La tierra de la nube larga y blanca») |
| Sumer                | Ki-en-gi («Lugar de los señores civilizados»)[cita requerida] |
| Yucatán              | Yucatán significa «Yo no entiendo», es preferido el nombre de País de los mayas |

- Exónimos y endónimos étnicos

| Exónimo   | Endónimo                                                                             |
| --------- | ------------------------------------------------------------------------------------ |
| tuaregs   | Kel-Taguelmost («Los hombres de azul»)                                               |
| bereberes | Imazighen (singular Amazigh, «hombre libre»)                                         |
| gagaouzos | Gök-Oguz («Los toros azules»)                                                        |
| sumerios  | Sag-gi-ga («El pueblo de cabeza negra»)                                              |
| aztecas   | mexicas o tenochcas                                                                  |
| iroqueses | Haudenosaunee («La liga de paz y de poder»)                                          |
| tarascos  | purépechas (Se creía que era un caso de endonimia-exonimia; véase pueblo purépecha.) |